# Франсіско Кампос Коельйо
Франсіско Кампос Коельйо (ісп. Francisco Campos Coello; 24 липня 1841,  Гуаякіль, Еквадор — 25 квітня 1916, Гуаякіль, Еквадор) — еквадорський письменник, педагог, історик і політик. Між 1886 і 1888 роками він обіймав посаду президента кантональної ради Гуаякіля, яка на даний момент еквівалентна посаді мера.
Під час роботи в офісі мера Гуаякіля він здійснив процес надання місту питної води, а також створив благодійну раду Гуаякіля.

### Літературна творчість
У 1871 році, у віці 30 років, він опублікував агіографічний роман «Пласідо», який вважається третім романом, опублікованим в Еквадорі.
У 1893 році він опублікував частинами в журналі El Globo Literario свій роман «Рецепт, фантастичні відносини», який вважається першим еквадорським літературним твором наукової фантастики. Роман, поділений на шість розділів, розповідає історію Р., людини, яка відкриває рецепт, як заснути й прокинутися через 100 років у майбутньому. Таким чином йому вдається перенестися в Гуаякіль кінця ХХ століття, який став утопічним суспільством завдяки реалізації ліберальних ідей свого часу.

## П'єси
- Рецепт, фантастичні стосунки (1893)[3]
- Історичний збірник Гуаякіля від його заснування до 1820 року (1894)[5]
- Фантастичні оповідання (1894)[3]
- Подорож до Сатурна (1900)[2]
- Еквадорські традиції та легенди (1911)[6]